# Вальдман, Исраэль
Исраэ́ль Ва́льдман (ивр. ישראל ולדמן‎; 10 марта 1881, Чортков, Австро-Венгрия — 19 сентября 1940, Иерусалим, Подмандатная Палестина) — еврейский общественный деятель в Галиции, Австрийской республике и Подмандатной Палестине. Представитель еврейского национального меньшинства при правительстве Западно-Украинской народной республики.

## Биография
Родился 10 марта 1881 года в семье Берла-Дова Вальдмана и Симы-Либы Шварц в городе Чортков, входившем в состав Австро-Венгрии. В 1890 году переехал вместе с семьёй Тернополь. В 1896 году он стал основателем одного из первых в Восточной Галиции сионистских кружков. В 1897 году был исключен из гимназии за политическую деятельность. Cдав экстерном экзамены, в 1899 году поступил на факультет права Львовского университета. В 1901 году, во время учёбы в университете, основал академическую корпорацию «Бар-Кохба». В 1903 году принял участие в Шестом сионистском конгрессе в Базеле, во время которого поддержал предложенный Теодором Герцелем план создания еврейского государства в Кении.
До начала Первой мировой войны издавал в Тернополе польскоязычную сионистскую газету «Еврейское слово» и еженедельник на идише «Дос йидише ворт», а также выступал соучредителем и издателем журналов Przyszłośź, Wschód, Neue Lemberger Zeitung, толерантным к украинскому движению. Являлся председателем еврейского гимнастического общества «Бейтар». Во время войны служил в должности военного судьи, демобилизовался в звании капитана.
В ноябре 1918 года, во время польско-украинской битвы за Львов, вместе с Юлиушем Айслером создал Еврейский комитет безопасности, сформировав еврейскую милицию. В апреле 1919 года, после переговоров с Государственным секретариатом ЗУНР, приступил к созданию «Еврейского децерната», который должен был стоять на страже интересов еврейского населения. В марте 1921 года сопровождал представителей Украины в Ригу, где советская и польская делегаций подписали мирный договор. Проживая c 1921 года в Вене, возглавил еврейскую секцию в составе Западно-украинского общества Лиги Нации. 8 августа 1922 года был назначен уполномоченным по делам евреев при премьер-министре ЗУНР Евгении Петрушевиче.
В 1930-х состоял в Совете венской еврейской общины и являлся одним из основателей «Объединения радикальных сионистов». Летом 1935 года присоединился к группе общих сионистов под руководством Нахума Гольдмана. Избирался как представитель австрийского еврейства в Генеральный совет Всемирной сионистской организации.
С августа 1938 года постоянно проживал в Иерусалиме. В Подмандатной Палестине являлся партнером юридической фирмы «Арба», состоял в Ассоциации немецких и австрийских иммигрантов, а также возглавлял движение «Пидьйон швуим» («Выкуп пленных»), которое эвакуировало еврейских детей из Германии, Чехословакии и Австрии и помогало им устроиться в Палестине.
Скончался в Иерусалиме 19 сентября 1940 года, похоронен на Масличной горе.